# Scatec
Scatec ASA är ett norskt företag, som producerar förnyelsebar energi i form av vattenkraft, vindenergi och solenergi i Afrika, Asien och Latinamerika, framför allt i Laos, Filippinerna, Egypten, Sydafrika och Uganda. Företaget hade 2021 3,5 GW installerad kapacitet. Produktionen var 2021 3.823.000 GWh.
Företaget förvärvade 2021 vattenkraftföretaget SN Power från Norfund.
Scatec är huvudägare i metallurgiutvecklingsföretaget Reetec.